# Поп, Иоан
Иоан Поп (рум. Ioan Pop, р. 24 октября 1954) — румынский фехтовальщик, призёр Олимпийских игр. Заслуженный мастер спорта Румынии (1976).

## Биография
Родился в 1954 году в Клуже.
В 1974 году завоевал серебряную медаль чемпионата мира.
В 1975 году стал бронзовым призёром чемпионата мира.
В 1976 году стал обладателем бронзовой медали Олимпийских игр в Монреале.
В 1977 году вновь стал серебряным призёром чемпионата мира.
В 1980 году принял участие в Олимпийских играх в Москве, но не завоевал наград.
В 1984 году завоевал бронзовую медаль Олимпийских игр в Лос-Анджелесе.